# Frederick Christian Lewis
Pour les articles homonymes, voir Lewis.

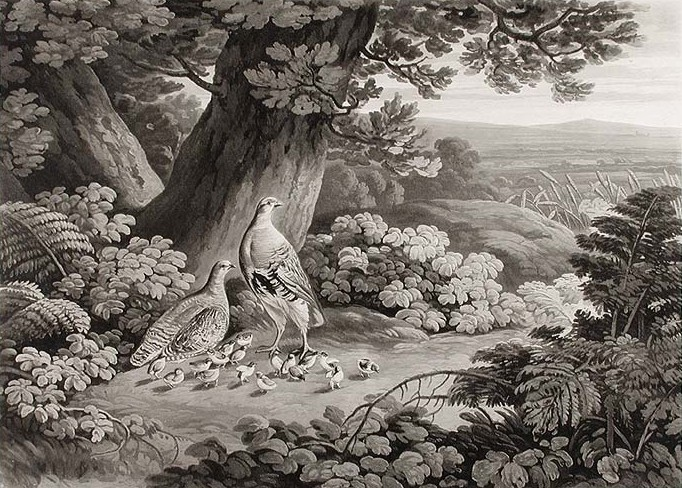
Perdrix 1806
d'après Philip Reinagle

Frederick Christian Lewis (né à Londres le 14 mars 1779 ; mort dans la même ville le 18 décembre 1856) est un graveur et un peintre paysagiste anglais. Il est le père du peintre orientaliste John Frederick Lewis.

## Musées et collections publiques
- Art Gallery of Greater Victoria
- Art Gallery of Nova Scotia
- Musée de la civilisation
- Musée des beaux-arts de l'Ontario
- Musée national des beaux-arts du Québec[1]